# 윌리엄 가우지

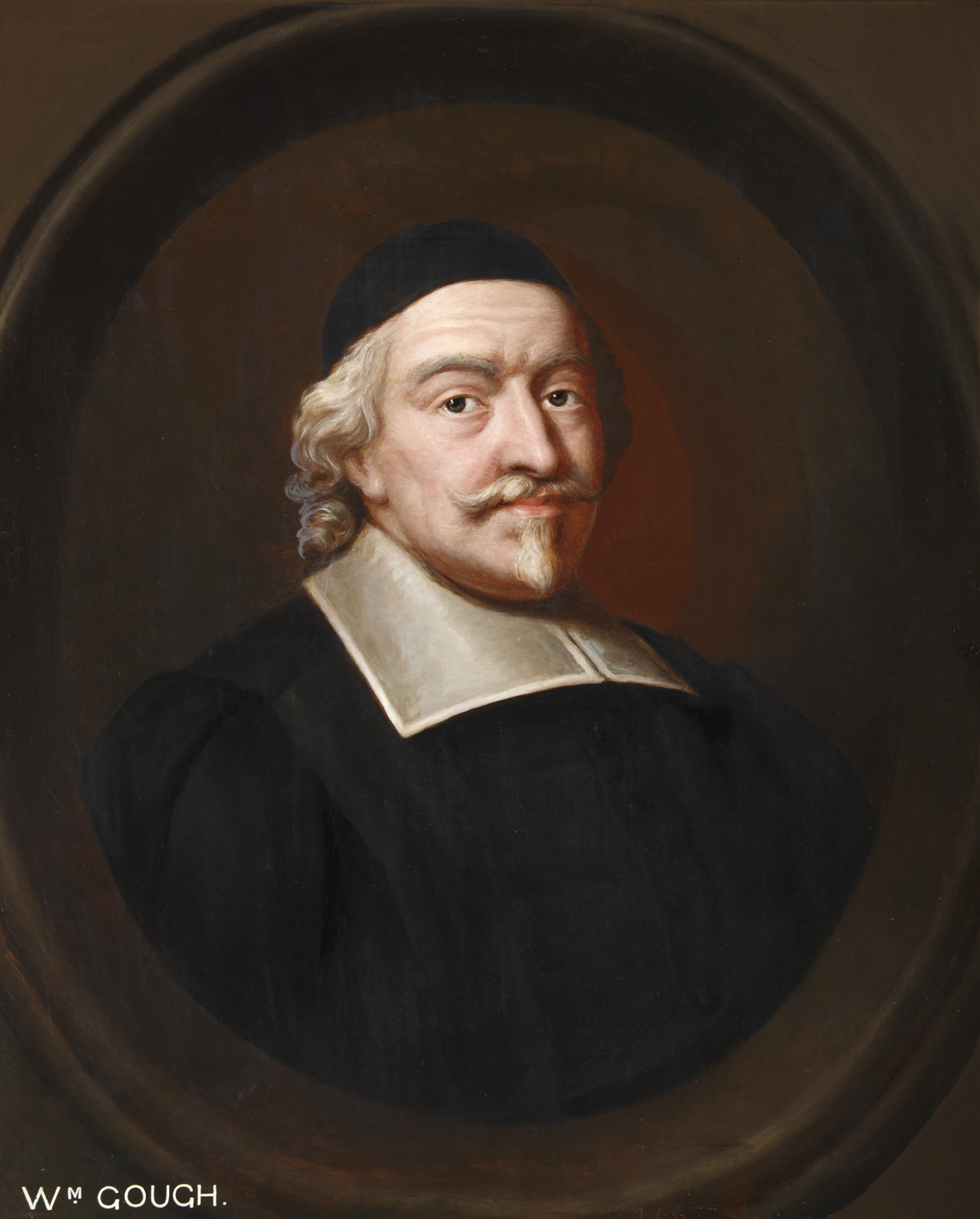
윌리엄 가우지

윌리엄 가우지(William Gouge; 1575년 - 1653년)는 영국 청교도이며 작가이다. 웨스트민스터 총회에 참석하였다.
킹스 칼리지 (케임브리지 대학교)에서 훌륭한 논리학자로 또한 라미즘의 옹호자로 활동하였다.
그의 엄격한 경건생활로 학생들로부터 '극단적 청교도'(arch Puritan)으로 불리었다. 새벽 5시 30분에 있는 채플시간에 한번도 지각한 적이 없었으며, 하루에 아침 5장, 점심 5장, 저녁 5장의 성경을 매일 읽었다.
엘리자베스 쿨톤을 만나 결혼하였고 슬하에 13명의 자녀를 두었다.
그는 목회생활동안 계속해서 학업에 열중하였다.
1611년에 케임브리지 대학교에서 신학을 1628년에는 신학박사학위를 받았다.
1643년에는 웨스트민스터 총회에 임명되었다. 코넬리우스 버제스와 번갈아가며 사회를 보았다.
1645년에는 총회에서 목사들의 시험을 주관하는 위원회에서 섬겼다.
1647년에는 웨스트민스터 신앙고백을 초안하는 위원회에서 섬겼다.
1648년에는 장로교 제도를 지지하는 위원회에서 섬겼다.
그가 사망한 뒤 장례설교는 윌리엄 젠킨에 의해 행해졌다.

## 저서
- Epistle to the Hebrew
- A Short Catechism, Wherein Are Briefly Laid Down the Fundamental Principles of Christian Religion (1621)